# Danh sách phái bộ ngoại giao tại Cộng hòa Dân chủ Nhân dân Triều Tiên

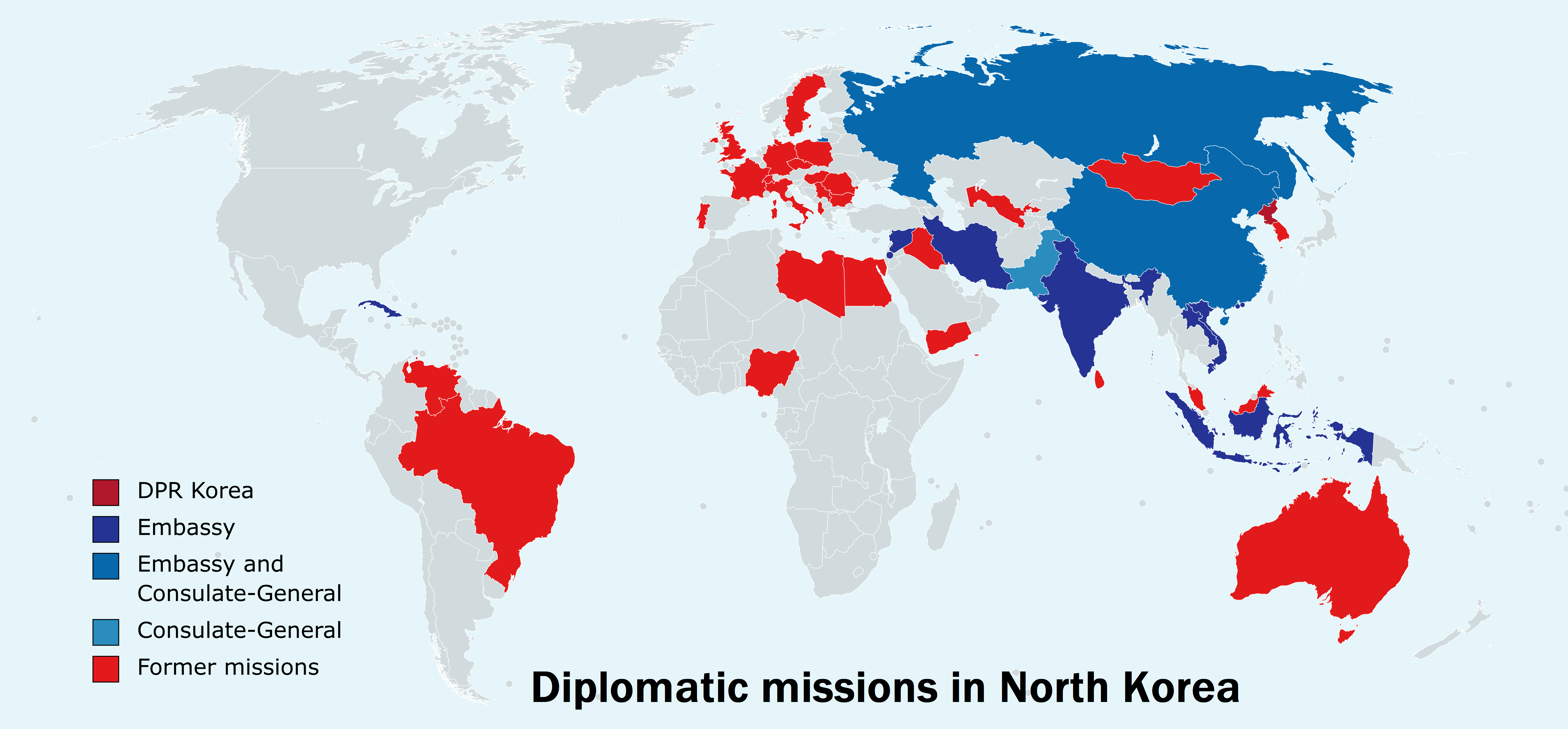
Danh sách các nước có đại sứ quán tại Cộng hòa Dân chủ Nhân dân Triều Tiên

Đây là danh sách các phái bộ ngoại giao ngoại quốc tại Cộng hòa Dân chủ Nhân dân Triều Tiên. Tại thủ đô Bình Nhưỡng có khoảng 25 đại sứ quán. Hầu hết đều nằm ở một khu vực đặc biệt biệt trong thành phố, được gọi là Khu ngoại giao đoàn Munsudong. Một số quốc gia khác có đại sứ tại Bắc Kinh hay Seoul kiêm nhiệm Triều Tiên.
Do không có quan hệ ngoại giao, Thụy Điển là nước đại diện cho các lợi ích của Mỹ tại Cộng hòa Dân chủ Nhân dân Triều Tiên.
Một số đại sứ quán hoạt động không liên tục tại Bình Nhưỡng, Úc đã mở đại sứ quán tại Bình Nhưỡng từ năm 1975 nhưng đã buộc phải đóng cửa sau khi bỏ phiếu chống lại CHDCND Triều Tiên trong một nghị quyết của Liên Hợp Quốc.. Một số quốc gia bao gồm Albania, Nam Tư, Iraq, Cộng hòa Dân chủ Nhân dân Yemen, Bồ Đào Nha, Sri Lanka và Hungary cũng đã từng có đại sứ quán tại thủ đô Bình Nhưỡng song hiện đã đóng cửa. Tuy vây, một số quốc gia phương Tây đã lần đầu tiên mở đại sứ quán của mình trong những năm đầu tiên của thế kỉ 20. Hện có 7 nước thành viên Liên minh châu Âu EU còn duy trì đại sứ quán tại Bình Nhưỡng: Đức, Thụy Điển và Anh Quốc (chung trụ sở), Ba Lan, Cộng hòa Séc, Romania và Bulgaria.
Brazil đã mở đại sứ quán tại Bình Nhưỡng vào tháng 7 năm 2009.
Nga và Trung Quốc có hai đại sứ quán lớn nhất. Tòa đại sứ của họ nằm ngoài khu ngoại giao đoàn Munsudong.

## Đại sứ quán

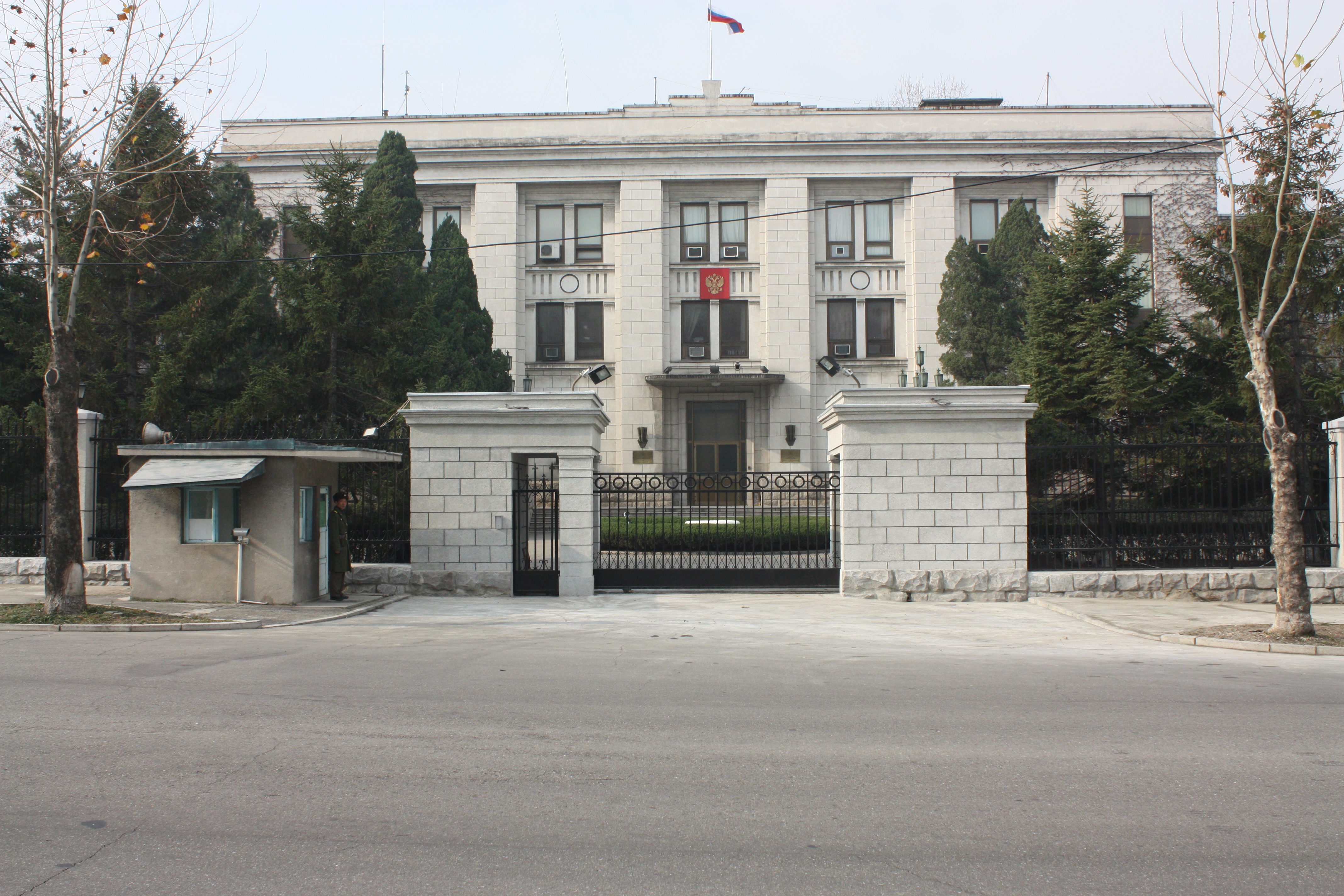
Đại sứ quán Nga tại Bình Nhưỡng

Bình Nhưỡng
| - Brasil - Bulgaria - Campuchia - Trung Quốc - Cuba - Cộng hòa Séc - Ai Cập - Đức - Ấn Độ - Indonesia - Iran - Lào - Libya | - Malaysia - Mông Cổ - Nigeria - Pakistan - Palestine - Ba Lan - România - Nga - Thụy Điển - Syria - Anh Quốc - Việt Nam |

## Văn phòng
- Thụy Sĩ (Văn phòng Hợp tác Thụy Sĩ) [28]

## Tổng Lãnh sự quán
Chongjin
- Trung Quốc
- Nga

## Đại sứ kiêm nhiệm
Đặt tại Bắc Kinh ngoại trừ những nước có ghi chú.
| - Algérie (Seoul) - Áo - Úc (Seoul) - Azerbaijan - Bahamas (La Habana) - Bangladesh - Bỉ (Seoul) - Botswana - Cameroon - Canada (Seoul) - Chile - Croatia - Síp - Đan Mạch - Ethiopia - Phần Lan - Hungary - Ireland (Seoul) - Iceland - Ý (Seoul) - Kazakhstan - Bắc Macedonia - Madagascar - Malta - Mauritius (Seoul) | - México (Seoul) - Hà Lan (Seoul) - New Zealand (Seoul) - Na Uy (Seoul) - Perú - Philippines - Bồ Đào Nha (Seoul) - Oman - Qatar (Seoul) - Rwanda - Serbia - Seychelles - Sierra Leone - Slovenia - Nam Phi - Tây Ban Nha - Tanzania - Thái Lan - Tunisia - Thổ Nhĩ Kỳ (Seoul) - Ukraina - Venezuela - Zambia - Zimbabwe |